# Mr. Komparema
Mr. Komparema è un singolo del rapper italiano DrefGold, pubblicato il 10 novembre 2023.

## Tracce
1. Mr. Komparema – 2:03

## Formazione
- DrefGold – voce
- FIFexclamation – produzione
- Timongothekeys – produzione